# Eulachnus intermedius
Eulachnus intermedius är en insektsart som beskrevs av Binazzi 1989. Eulachnus intermedius ingår i släktet Eulachnus och familjen långrörsbladlöss. Inga underarter finns listade i Catalogue of Life.